# Leila Stockmarr
Leila Stockmarr (født 1. april 1982 i København) er en dansk politiker som indtrådte som folketingsmedlem for Enhedslisten 1. november 2024, da Jette Gottlieb gik på pension.

## Uddannelse og erhverv
Leila Stockmarr er MSc i politik med fokus på Mellemøsten fra SOAS University of London fra 2009 og cand.scient. fra RUC fra 2010. Hun har endvider en ph.d.-grad i globale studier fra RUC fra 2015. Hun arbejdede indtil november 2024 som international rådgiver for Enhedslisten. Tidligere havde hun arbejdet i kommunikationsbureauet Advice, i Klimaministeriet og for Alternativet.

## Politisk karriere

### Alternativet
Leila Stockmarr er tidligere politisk chef for og hovedsbestyrelsesmedlem i Alternativet. Hun blev parties politiske chef i 2018. Hun trak fra posterne som hovedsbestyrelsesmedlem og talsperson i 2020, men forblev medlem af partiet.

### Enhedslisten
Hun blev i 2021 opstillet til Folketinget for Enhedslisten i Lyngbykredsen. Ved folketingsvalget 2022 fik hun 5.362 stemmer i Københavns Storkreds (heraf 1.927 personlige stemmer) og blev 1. stedfortræder for Enhedslisten i storkredsen.
Hun stillede op til kommunalvalget i Københavns Kommune i 2021 og fik 514 personlige stemmer ved valget men opnåede ikke valg.
Fra 22. november 2022 til 8. januar 2023 var Leila Stockmarr midlertidigt folketingsmedlem som stedfortræder for Rosa Lund som var sygemeldt med sclerose.
Jette Gottlieb meddelte i oktober 2024 at hun ville trække som folketingsmedlem ved udgangen af oktober for at gå pension. Leila Stockmarr overtog hendes Gottliebs folketingsmandat.